# Cycas fugax
Cycas fugax é uma espécie de cicadófita do género Cycas da família Cycadaceae, nativa de Phu Tho, no Vietname. Segundo dados de 2010, a população tende a descrescer.